# Darmstädter Kreuz
Das Darmstädter Kreuz, oder früher auch Kreuz Darmstadt genannt, ist ein Autobahnkreuz in Hessen, das sich im Rhein-Main-Gebiet befindet. Hier berühren sich die Bundesautobahnen 5 (Hattenbacher Dreieck–Frankfurt am Main–Basel) und 67 (Mönchhof-Dreieck–Viernheimer Dreieck).

## Geographie
Das Autobahnkreuz befindet sich größtenteils auf dem Gebiet der Stadt Darmstadt sowie zu einem kleinen Teil auf dem Gebiet der Stadt Griesheim im Darmstädter Westwald. Es befindet sich darüber hinaus etwa 40 km nördlich von Mannheim und etwa 30 km südlich von Frankfurt am Main.
Das Darmstädter Kreuz trägt auf der BAB 5 die Nummer 26, auf der BAB 67 die Nummer 6. Die jeweilige Anschlussstellen-Nummer wird bei beiden Autobahnen jeweils auch für den nördlich gelegenen Knotenpunkt mit der BAB 672 verwendet.

## Geschichte

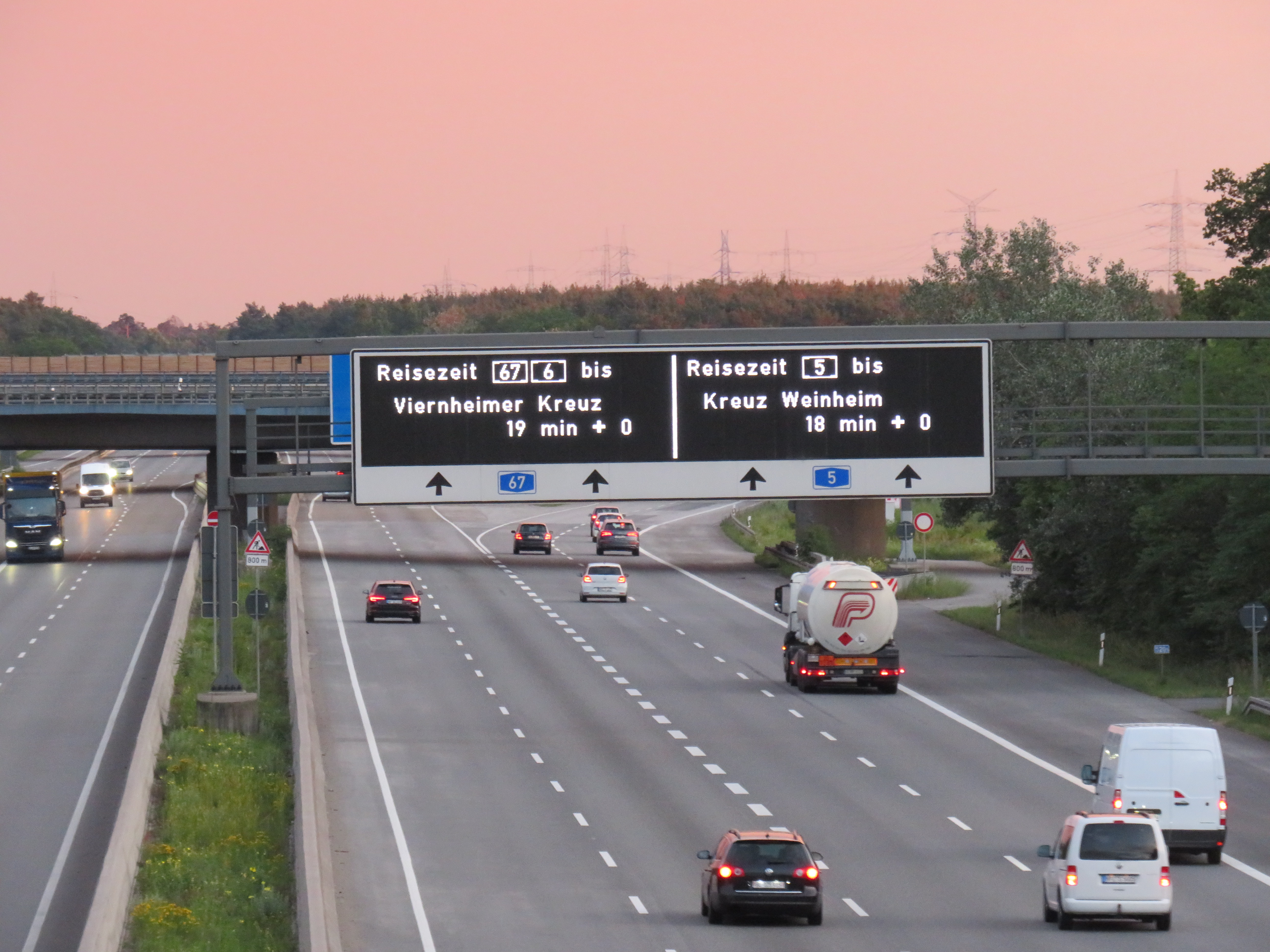
Programmierbare LED-Texttafel (dWiSta) am Darmstädter Kreuz, von der BAB 5 aus Richtung Frankfurt kommend

Die Autobahn Frankfurt–Darmstadt–Mannheim–Heidelberg wurde als erste in der Zeit des Nationalsozialismus gebaute Reichsautobahn nach Fernstraßenplänen aus den 1920er Jahren (HaFraBa) zwischen 1933 und 1935 errichtet und in zwei Abschnitten dem Verkehr übergeben. Der Abschnitt zwischen der Anschlussstelle Darmstadt und Heidelberg wurde am 3. Oktober 1935 eröffnet. Eine Anschlussstelle führte von der Autobahn auf die Reichsstraße 26 zwischen Darmstadt und Griesheim.
Nach Ende des Zweiten Weltkrieges stieg der Individualverkehr langsam an, so dass schon Ende der 1950er Jahre im Durchschnitt über 40.000 Fahrzeuge täglich den Streckenabschnitt befuhren. Seit 1961 wurde daher an einer zweiten Nord-Süd-Verbindung zwischen Rhein-Main- und Rhein-Neckar-Gebiet gebaut, um die alte Strecke zu entlasten und eine direkte Verbindung nach Süden, ohne Umweg über Mannheim, zu realisieren.
Das erste Teilstück des Main-Neckar-Schnellweges wurde 1964 fertig gestellt und führte von der Autobahn Köln–Frankfurt (heutige BAB 3) über Rüsselsheim und Groß-Gerau bis Büttelborn. Die Fortsetzung von Büttelborn bis Griesheim wurde bis 1965 gebaut und mündete nordöstlich von Griesheim in die B 26. Im selben Jahr begannen die Bauarbeiten für das Darmstädter Kreuz und die Fortführung des Schnellweges in Richtung Heidelberg. Bis 1966 war die Eckverbindung zwischen der Autobahn Köln–Frankfurt und der Autobahn Frankfurt–Mannheim fertig gestellt.
Nach drei Jahren Bauzeit wurde am 23. August 1968 das Teilstück der anschließenden Strecke bis zur Anschlussstelle Pfungstadt (heutiger Name Darmstadt-Eberstadt) dem Verkehr übergeben, womit das Darmstädter Kreuz vollständig befahrbar war. Der Eröffnungsfeier war der damalige Bundesverkehrsminister Georg Leber anwesend. Der Anschluss von Groß-Gerau her kommend an die B 26 fiel somit weg.
Die alte Anschlussstelle von der Strecke Frankfurt–Mannheim an die B 26 fiel mit dem Bau der als Autobahn ausgebauten Querverbindung zur Darmstädter Rheinstraße weg, über den die B 26 aus allen Fahrtrichtungen her erreicht werden kann. Diese wurde zeitgleich mit der aus Richtung Rüsselsheim kommenden Strecke fertig gestellt und heißt seit Einführung des heutigen Nummernsystems 1975 Bundesautobahn 672 (BAB 672). Zeitgleich bekam die Strecke Hattenbacher Dreieck–Frankfurt–Basel die Nummer BAB 5 und die Strecke Mönchhof-Dreieck–Mannheim die Nummer BAB 67. Um eine Doppelnummerierung mit der BAB 6 bei Mannheim zu vermeiden, tauschen seitdem beide Trassen am Darmstädter Kreuz die Nummer.
Zwischen 1972 und 1978 wurde die BAB 5 nördlich des Darmstädter Kreuzes als erste Autobahnstrecke in Deutschland von vier auf gleich acht Fahrstreifen ausgebaut. Im Zuge dessen wurden am Autobahnkreuz selbst Hinweistafeln mit wechselbaren Zielen (Prismenwender) aufgestellt, so dass bei Störungen auf einer Autobahn der Verkehr über die jeweils parallel verlaufende Strecke umgeleitet werden kann. Die Prismenwender in Fahrtrichtung Süden sind mittlerweile durch modernere LED-Tafeln (dWiSta) ersetzt worden.

## Ausbauzustand
Die A 5 ist in Richtung Norden achtspurig ausgebaut, in Richtung Südosten vierstreifig. Die A 67 ist auf vier Fahrstreifen befahrbar. Alle Überleitungen sind zweistreifig.
Da beide Autobahnen größtenteils parallel zueinander verlaufen, besteht im Darmstädter Kreuz nur die Möglichkeit, die Autobahn in die jeweils selbe Himmelsrichtung zu wechseln. Es bestehen unzureichend ausgebaute Rampen für die fehlenden Relationen, die allerdings dem Betriebsdienst vorbehalten sind, zumal sich im nördlichen Bereich des Kreuzes die Straßen- und Autobahnmeisterei Darmstadt befindet.
Aufgrund des Alters der Bauwerke sollen sämtliche Brücken des Autobahnkreuzes bis 2023 erneuert werden. Als Baubeginn ist der 4. Dezember 2020 vorgesehen, damit einher geht eine Vollsperrung der A5 zwischen den Überführungen A672 im Norden und A67 im Süden. Die Rampe Mannheim–Köln (Nordrampe) der BAB 67 ist jedoch schon seit dem 10. Januar 2020 gesperrt. Der Verkehr wird über die parallel verlaufende BAB 5 sowie die BAB 3 über das Frankfurter Kreuz umgeleitet, eine alternative großräumige Umleitung in Richtung Köln führt ab dem Viernheimer Dreieck über die Bundesautobahnen 6 und 61.

## Ausbau und Planungen

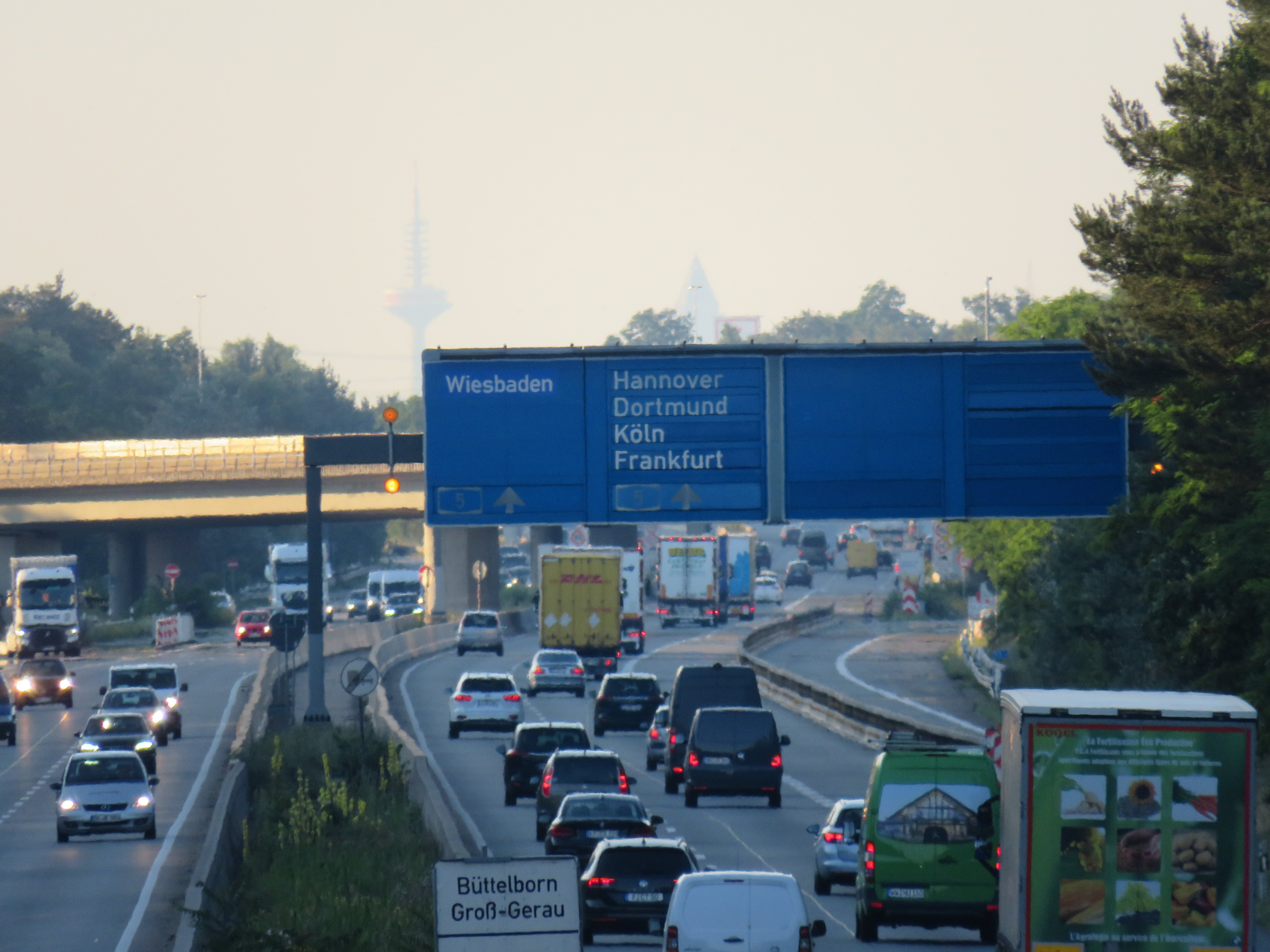
Wechselwegweiser bei gesperrter Verbindung Mannheim–Köln

Das größte Gefahrenpotenzial bergen die vielen Fahrspurwechsel für abbiegende Verkehre in den so genannten „Verflechtungsbereichen“, die durch die Komplexität des Kreuzes in Verbindung mit den beiden nördlich angrenzenden Knoten nötig sind. Oft staut sich der Verkehr an diesen Verflechtungsbereichen. Ferner mussten mehrere Brückenbauwerke saniert werden. Aufgrund eines prognostizierten Verkehrsanstieges bis 2025 um 19 % (Pkw) bzw. 35 % (Lkw) wurden Möglichkeiten überlegt, die Leistungsfähigkeit und Sicherheit des Knotens zu erhöhen. Die Bundesregierung hatte einer Machbarkeitsstudie der Hessischen Straßen- und Verkehrsverwaltung zugestimmt.
Neben einer sechsstreifigen Erweiterung der Hauptfahrbahn der Relation Frankfurt (A 5) nach Mannheim (A 67) selbst sowie der Sortierbereiche, betrifft dies vor allem die Errichtung neuer Abbiegerampen von und zur A 672 nach Darmstadt sowie eines separaten LKW-Fahrstreifens für den Verkehr aus Richtung Frankfurt nach Süden, beginnend zwischen Anschlussstelle Weiterstadt und Dreieck Darmstadt, vorbei an den Verflechtungsbereichen bis zu den Hauptfahrbahnen der A 5 Richtung Heidelberg und A 67 Richtung Mannheim im Darmstädter Kreuz, mit dem Ziel einer weitgehenden Entflechtung nahezu aller Verkehrsrelationen.
Dieser Umbau ist im Bundesverkehrswegeplan 2030 in der Kategorie Vordringlicher Bedarf – Engpassbeseitigung enthalten.

## Besonderheiten
Das Kreuz ist eigentlich unvollständig, da es aus einer Doppelten Gabelung besteht. Zum Kreuz gehören auf beiden Autobahnen Doppelanschlussstellen: auf der A 67 mit dem Griesheimer Dreieck und auf der A 5 mit dem Darmstädter Nordkreuz.
Auf allen durchgehenden Hauptfahrbahnen wechselt die Nummer der Autobahnen – jeweils in beiden Richtungen: die Hauptfahrbahn der A 5 von Norden geht im Süden in die der A 67 über (und umgekehrt), die der A 67 von Nordwesten wird im Südosten zur A 5 (und umgekehrt). Beide Autobahnen kreuzen sich somit nicht, sondern tangieren sich nur. Um auf derselben Autobahn zu bleiben, muss man sich rechts einordnen; die linken Spuren (geradeaus) führen auf die jeweils andere Autobahn. Das Darmstädter Kreuz ist damit bundesweit das einzige Autobahnkreuz mit TOTSO in allen vier Richtungen.

## Verkehrsaufkommen
Das Kreuz wird täglich von etwa 158.000 Fahrzeugen befahren, damit zählt es zu den frequenzstärksten in Hessen.
| Von                         | Nach                         | Durchschnittliche tägliche Verkehrsstärke | Durchschnittliche tägliche Verkehrsstärke | Durchschnittliche tägliche Verkehrsstärke | Anteil Schwerlastverkehr | Anteil Schwerlastverkehr | Anteil Schwerlastverkehr |
| Von                         | Nach                         | 2005                                      | 2010                                      | 2015                                      | 2005                     | 2010                     | 2015                     |
| --------------------------- | ---------------------------- | ----------------------------------------- | ----------------------------------------- | ----------------------------------------- | ------------------------ | ------------------------ | ------------------------ |
| Darmstädter Nordkreuz (A 5) | Darmstädter Kreuz            | 119.800                                   | 109.400                                   | 110.700                                   | 14,2 %                   | 11,8 %                   | 13,4 %                   |
| Darmstädter Kreuz           | AS Darmstadt-Eberstadt (A 5) | 083.100                                   | 082.600                                   | 086.300                                   | 11,0 %                   | 08,6 %                   | 10,3 %                   |
| Griesheimer Dreieck (A 67)  | Darmstädter Kreuz            | 044.300                                   | 041.900                                   | 048.800                                   | 11,3 %                   | 12,1 %                   | 09,8 %                   |
| Darmstädter Kreuz           | AS Gernsheim (A 67)          | 068.200                                   | 070.700                                   | 071.400                                   | 13,1 %                   | 13,8 %                   | 13,9 %                   |